# Heliporto
Um heliporto é um aeródromo destinado exclusivamente a operações de helicópteros. 
Diferente de um helipontos, é dotado de instalações e facilidades como hangares, oficinas, postos de reabastecimento, pátios de aeronaves, órgãos de serviços de tráfego aéreo, terminais para embarques e desembarques de pessoas e cargas, entre outros.